# Terndrup
Terndrup is een plaats in de Deense regio Noord-Jutland, gemeente Rebild. Tot 2007 was het de hoofdplaats van de voormalige gemeente Skørping. Terndrup is bereikbaar via weg 507, die langs de oostkant van het dorp loopt.